# Dar'ja Doncova
Dar'ja Doncova (in russo Дарья Донцова?), nata Agrippina Arkad'evna Vasil'eva (in russo Агриппи́на Арка́дьевна Васи́льева?; Mosca, 7 giugno 1952) è una scrittrice, giornalista e conduttrice televisiva russa, membro dell'Unione degli scrittori della Russia e vincitrice di numerosi premi letterari.
Nel corso degli anni, secondo i dati ufficiali della Russian Book Chamber, Dontsova ha occupato il primo posto in Russia tra gli autori di narrativa poliziesca.

## Biografia
Dontsova è nata il 7 giugno 1952 a Mosca nella famiglia della regista di Mosconcert Tamara Stepanovna Nowacki (14 aprile 1917 - 11 marzo 2008), e uno scrittore sovietico poco conosciuto (1929 OGPU) Arkady Nikolaevich Vassiliev (16 marzo 1907 - agosto 1972). Il padre di Agrippina proveniva da una famiglia operaia. Suo nonno, Nikolay Vasiliev, lavorava in una fabbrica tessile, la nonna (da cui Agrippina prese il nome) lavorava a giornata. Al momento della sua nascita, i genitori divorziarono. Agrippina ha una sorellastra, Isolde, che ha 20 anni di più.
Da parte di madre Agrippina ha origini polacche e cosacche. Suo nonno materno, Stephen Nowacki, era un comunista polacco, che, insieme a suo fratello Jacek, era uno dei soci di Felix Dzerzhinsky. La nonna, Atanasio Shabanov di Kislovodsk, proveniva da una famiglia benestante. Loro, essendo sposati, si trasferirono a Mosca nel 1916. Nel 1937, Stephen fu arrestato con l'accusa di avere supportato il generale Mikhail Tukhachevsky e morì in uno dei campi, presumibilmente sotto l'Annunciazione (in seguito fu riabilitato postumo). Anticipando l'arresto, Stefan divorziò dalla moglie, in modo che Tamara e sua figlia fossero al sicuro.
Dopo l'arresto di Stefan, Atanasio Tamara fu sfrattata nelle baracche di via Skakovaya, e per i primi anni Agrippina visse lì. I genitori decisero di sposarsi nel febbraio 1953: l'anno dopo Agrippina con sua nonna si trasferì in una stanza in un appartamento comune in via Kirov mentre i genitori, che non potevano vivere con loro a causa del piccolo soggiorno, vivevano in un appartamento in Arcadia Lavrushinsky Lane, condiviso con Viktor Shklovsky. Agrippina si riunì ai suoi genitori solo nel 1957, quando tutti si trasferirono in un nuovo edificio vicino alla stazione Aeroporto.

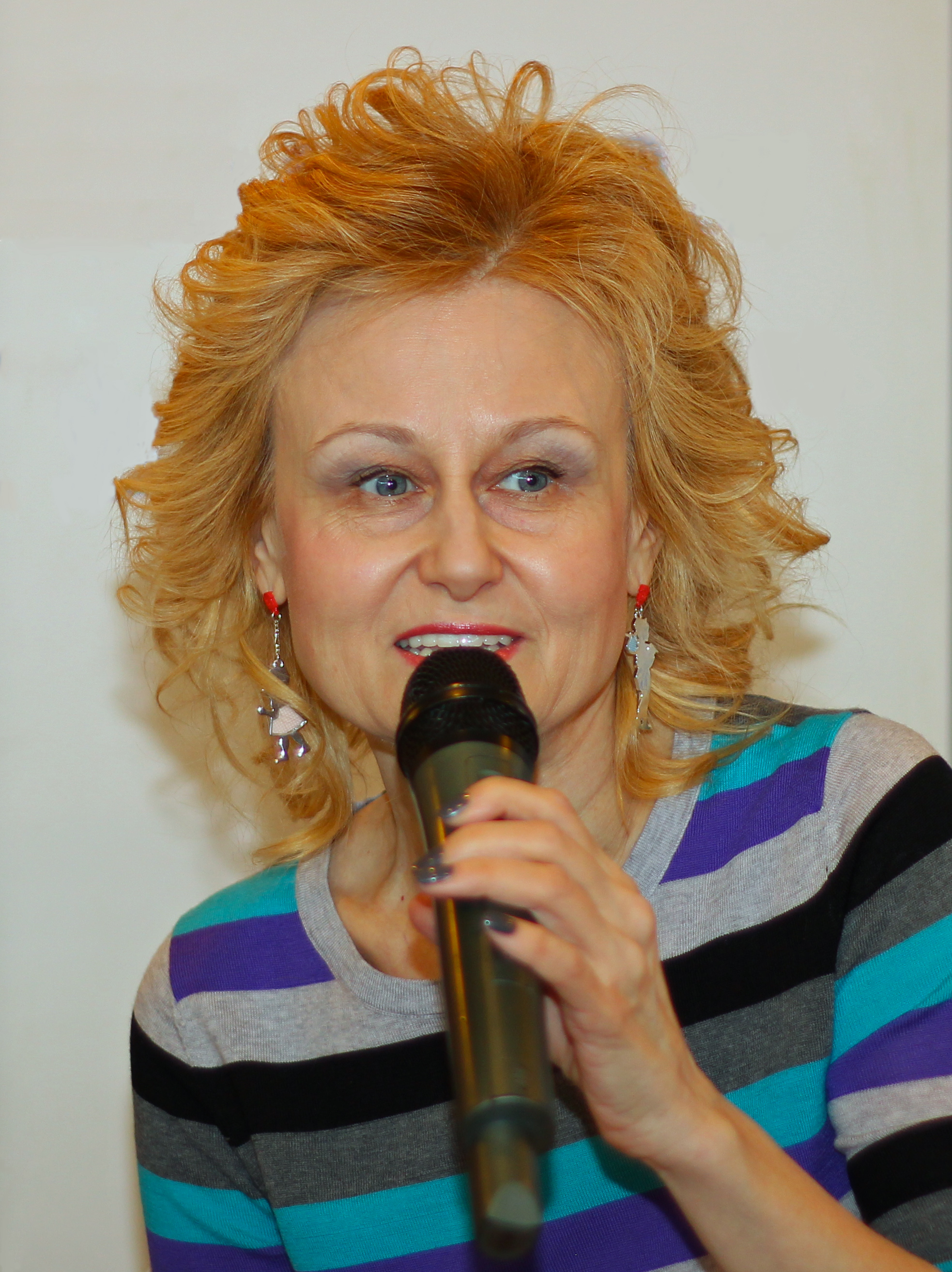
Darya Dontsova a Mosca nel 2011

Fin dalla prima infanzia i genitori cercavano di insegnare ad Agrippina musica e letteratura. Quindi Atanasio e Tamara, loro stessi appassionati di musica, iniziarono a portare Agrippina al conservatorio, al teatro, all'opera e al balletto. Nella sua autobiografia Dontsova ricorda che, a causa della totale mancanza di orecchio musicale, tutto ciò le ha imposto solo tristezza.

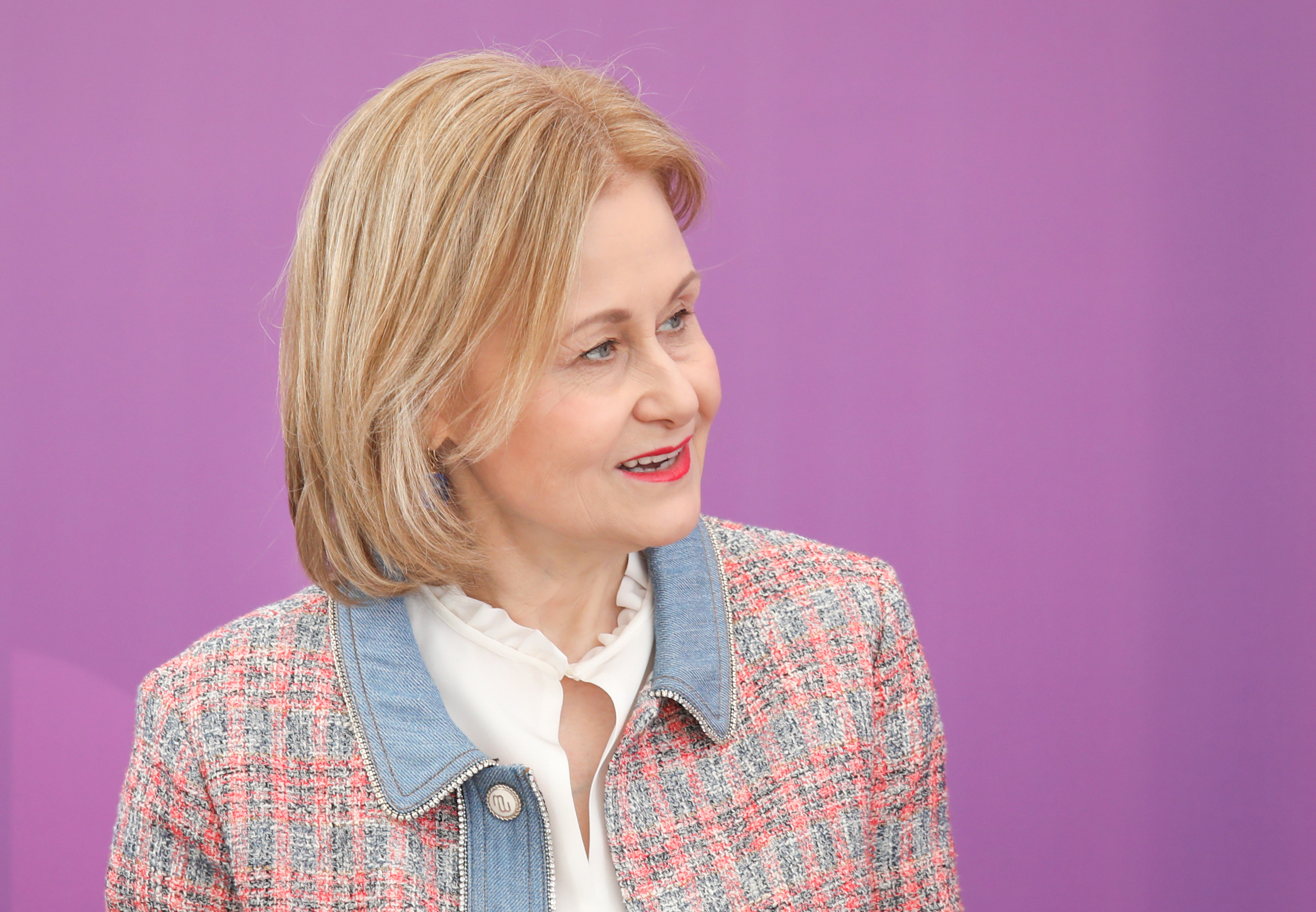
Dar'ja Doncova nel 2021

Si è laureata alla Facoltà di giornalismo della MSU, poi ha lavorato come giornalista. Durante una grave malattia ha iniziato a scrivere romanzi polizieschi, che sono diventati molto popolari. Parla correntemente tedesco e francese (ha studiato in una scuola di lingua francese).
Nel 1998, le è stato diagnosticato un cancro al seno. Ha subito diverse operazioni e chemioterapia (uno dei suoi libri, "La moglie di mio marito", l'ha scritto durante uno dei corsi di "chimica", seduta su uno sgabello in bagno accanto al water), ma ha vinto la malattia. In seguito Dontsova si è attivamente impegnata ad aiutare altre donne a superare questo calvario. Nel 2008, Daria Dontsova è diventata ambasciatrice del programma di beneficenza di Avon «Insieme contro il cancro al seno».
Dontsova fa un appello a tutte le donne che si trovano in una situazione di vita simile a non arrendersi: "Con l'oncologia è possibile combattere e vivere abbastanza comodamente. Se hai detto "oncologia", non significa che la prossima stazione è "crematorio".
Nel 2012 Vladimir Putin l'ha inclusa tra i componenti del Consiglio della televisione pubblica.

## Critiche
Si ritiene che sotto il marchio Darya Dontsova lavori non solo la stessa Dontsova, ma un'intera squadra di scrittori.. Ciò è dovuto al fatto che in 15 anni sono stati pubblicati poco più di 180 titoli sotto il nome della creativa Darya Dontsova. È quasi impossibile scrivere un numero così immenso di libri per una sola persona.
Nel 2008, 2010 e 2011 la scrittrice è stata accusata di plagio.